# VARIG-Flug 265
Der VARIG-Flug 265 (Flugnummer RG265) war ein Inlandsflug der Fluggesellschaft VARIG vom Flughafen Marabá zum Flughafen Carajás. Am 14. Februar 1997 ereignete sich auf diesem Flug der Flugunfall einer Boeing 737-2C3 mit dem Luftfahrzeugkennzeichen PP-CJO, als während der Landung das rechte Hauptfahrwerk brach, die Maschine von der Landebahn abkam und in einen Wald reinschlitterte. Bei dem Unfall kam der Erste Offizier ums Leben, außerdem wurden sechs Menschen verletzt.

## Flugzeug
Bei dem verunglückten Flugzeug handelte es sich um eine Boeing 737-2C3 Adv., die zum Zeitpunkt des Unfalls 22 Jahre und einen Monat alt war. Die Maschine wurde im Werk von Boeing in Renton, Washington endmontiert und absolvierte am 10. Januar 1975 ihren Erstflug, ehe sie am 31. Januar 1975 neu an die Serviços Aéreos Cruzeiro do Sul ausgeliefert wurde. Das Flugzeug trug die Werksnummer 21013, es handelte sich um die 393. Boeing 737 aus laufender Produktion. Die Maschine wurde mit dem Luftfahrzeugkennzeichen PP-CJO zugelassen. Nachdem die VARIG die Fluggesellschaft Cruzeiro aufgekauft hatte, ging die Maschine am 1. Januar 1993 an ihren neuen Eigentümer über. Das zweistrahlige Schmalrumpfflugzeug war mit zwei Triebwerken des Typs Pratt & Whitney JT8D-17A ausgestattet.

## Flugplan
Der Inlandslinienflug RG265 der VARIG führte von Belém über Marabá und Carajás zur Hauptstadt Brasília.

## Passagiere
Den Flugabschnitt von Marabá nach Carajás hatten 46 Passagiere angetreten.

## Besatzung
Es befand sich eine sechsköpfige Besatzung an Bord. Die zweiköpfige Cockpit-Besatzung bestand aus einem Flugkapitän und einem Ersten Offizier; Kapitän der Maschine war Cairo Santos, dem als Erster Offizier José Aparecido de Oliveira zur Seite gestellt war. Die vierköpfige Kabinenbesatzung bestand aus den Flugbegleitern Mauro Pantoja und Gilton Carvalho sowie den Flugbegleiterinnen Claudia Nicolela und Claudia Regina Araujo.

## Flugverlauf und Unfallhergang

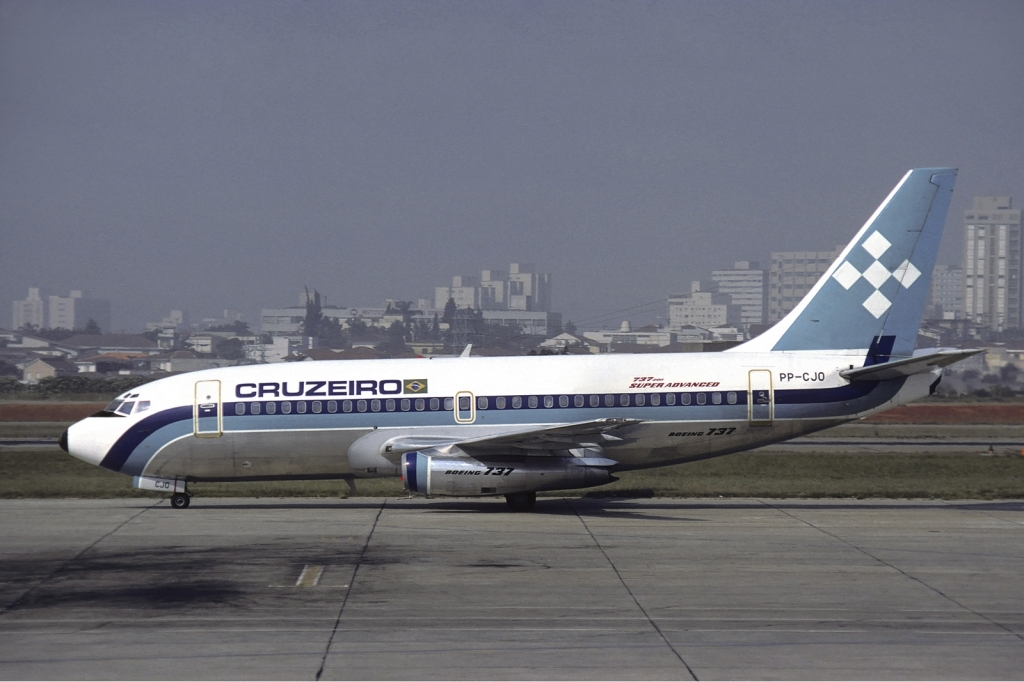
Die Maschine im Jahr 1977

Der Flug von Belém nach Marabá sowie die Zwischenlandung in Marabá verliefen ohne besondere Vorkommnisse. Um 11:55 Uhr startete die Maschine zum Weiterflug nach Carajás, wo sie sich gegen 12:30 Uhr im Anflug befand. Die Piloten erhielten eine Freigabe zur Landung auf der Bahn 10 des Flughafens Carajás. Bei der Landung herrschten schwierige Wetterbedingungen, es gab ein Gewitter und es herrschte schlechte Sicht. Als die Piloten die Maschine um 12:34 Uhr Ortszeit auf der regennassen Landebahn aufsetzten, brach das rechte Hauptfahrwerk und knickte nach hinten weg. Die Maschine schlitterte 700 Meter nach dem ersten Aufsetzen nach rechts von der Landebahn in ein abschüssiges, 50 Meter von der Fahrbahn entfernt befindliches Waldstück und dann durch das Geäst den Hang hinunter.

## Rettungsaktion
Nach dem Unfall wurde der Flugbetrieb für eine Stunde unterbrochen. Zunächst konnten alle Insassen der Maschine lebend geborgen werden. Der Erste Offizier José Aparecido de Oliveira starb jedoch im Krankenhaus an seinen Verletzungen. Der Kapitän Cairo Santos und fünf Passagiere wurden verletzt. Die Verletzten wurden im Yutaka-Takeda-Krankenhaus behandelt.